# W-16
W-16 — тральщик Імперського флоту Японії, який взяв участь у Другій світовій війні.
Корабель, який належав до типу W-13, спорудили у 1934 році на верфі компанії Mitsui в Тамано.
З червня 1941-го корабель належав до 11-го дивізіону тральщиків. Напередодні вступу Японії у Другу світову війну W-16 перейшов з метрополії до Мако (важлива база ВМФ на Пескадорських островах у південній частині Тайванської протоки), а 7 грудня разом зі ще двома тральщиками вийшов звідси із завданням супроводжувати загін, що мав висадити допоміжний десант на півночі філіппінського острова Лусон. Висадка відбулася в ніч проти 10 грудня у Апаррі (при цьому авіацією був потоплений один з тральщиків 30-го дивізіону W-19).
У другій половині грудня 1941-го W-16 супроводжував загін, який доставив головну японську армію вторгнення до затоки Лінгайєн на західному узбережжі Лусону.
На початку січня 1942-го тральщик уже перебував у Давао (порт на південному узбережжі острова Мінданао), звідки вийшов 7 січня серед численних кораблів ескорту, які супроводжували транспорти з десантом на Таракан (центр нафтовидобувної промисловості на північно-східному завершенні острова Борнео). Висадка успішно пройшла 11 січня, а 21 січня W-16 рушив з Таракану для супроводу загону, що мав захопити Балікпапан (інший центр нафтової промисловості на сході Борнео). Цього разу японці зустрілись з протидією та втратили кілька транспортів, проте висадка в ніч проти 24 січня пройшла в цілому успішно.
Є відомості, що тральщик залучали для супроводу транспортів та тралення в межах операції з висадження на острові Ява (відбулась у другій половині лютого — на початку березня).
У березні 1942-го 11-й дивізіон тральщиків розформували, а W-16 передали до 22-ї спеціальної військово-морської бази, яку розмістили в Балікпапані.
Наприкінці липня 1942-го W-16 залучили до операції з осадження гарнізонами островів на сході моря Банда. Тральщик прийняв на борт взвод і 24 липня вийшов з Амбону разом із загоном, що 28 липня висадив десант на острові Кай. Нідерландський гарнізон вчинив спротив, проте 29 липня острів перейшов під контроль японців. За дві доби по цьому W-16 повернувся на Амбон, а потім відновив свою патрульно-ескортну службу в Макассарській протоці та на сході Яванського моря (Таракан, Балікпапан, Сурабая).
У липні 1943-го W-16 здійснив кілька виходів у більш західні райони та побував біля Понтіанаку (західне узбережжя Борнео), в Батавії (наразі Джакарта) та порту Паданг (західне узбережжя Суматри).
20 серпня 1943-го W-16 супроводжував Макассарською протокою транспорт «Сейзан-Мару», при цьому останній був торпедований та потоплений підводним човном.
10—11 вересня 1943-го тральщик ескортував транспорт з Балікпапану до Макассару (південно-західний півострів острова Сулавесі), після чого узявся за патрулювання підходів до порту. Незадовго до опівночі його атакували 5 ворожих літаків, що змогли уразити W-16 у кормову частину. Почала надходити вода в машинне й котельне відділення, а невдовзі тральщик затонув.